# 永野孝男
永野 孝男（ながのたかお、1944年または1945年 - ）は、日本の政治家、福祉事業家。 自由民主党 、大阪維新の会所属。大阪府議会議員（3期）、大阪府議会副議長、岸和田市議会議員、岸和田市議会副議長を歴任。旭日小綬章受章者。永野耕平（岸和田市長）の父。祖父は社会福祉法人岸和田学園創設者の永野勇吉。

## 来歴
岸和田市議会議員に当選し、同副議長を経験。大阪府議会議員選挙では落選を経験するも、2003年に当選。自民党所属だったが2期目途中の2010年に大阪維新の会創設に参加。3期目の2011年から大阪府議会日華親善議員連盟会長、2014年5月から岡沢健二議長とともに大阪府議会副議長を務め、その任期末で政治家引退。地盤を耕平に引き継いだ。
社会福祉事業家でもあり、社会福祉法人岸和田学園の学園長を務める。

## 選挙歴
- 2003年4月 大阪府議会議員選挙 岸和田市選挙区（定数2）で初当選（2位）[6]
- 2007年4月 大阪府議会議員選挙 岸和田市選挙区（定数2）で2位当選（2期目）[7]
- 2011年4月 大阪府議会議員選挙 岸和田市選挙区（定数2）で1位当選（3期目）[8]

## 栄典
- 2019年4月 令和元年春の叙勲で旭日小綬章を受章[1]